# 卡斯蒂-拉布朗德
卡斯蒂-拉布朗德（法語：Casties-Labrande，法語發音：[kasti labʁɑ̃d]）是法国上加龙省的一个市镇，属于米雷区。该市镇于1790-1794年间由卡斯蒂（Casties）和拉布朗德（Labrande）合并而成。

## 地理
卡斯蒂-拉布朗德（43°19'44"N, 1°0'41"E）面积8.7 平方千米，位于法国奧克西塔尼大區上加龙省，该省份为法国西南部内陆省份，西南端与西班牙接壤，自此顺时针与上比利牛斯省、热尔省、塔恩-加龙省、塔恩省、奥德省和阿列日省接壤。
与卡斯蒂-拉布朗德接壤的市镇（或旧市镇、城区）包括：卡斯泰尔诺皮康波、波梅斯堡、吕桑-阿代亚克、波拉斯特龙、普伊德图日、圣阿拉耶、塞纳朗、卡扎克。

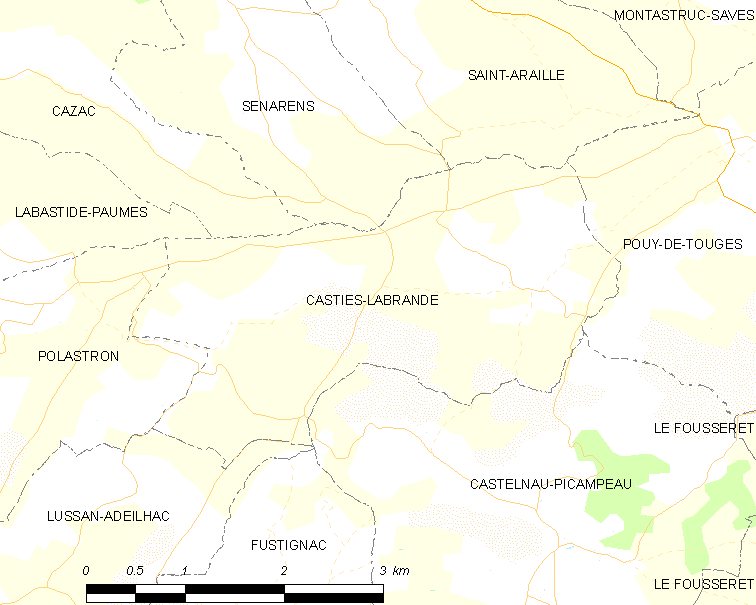
卡斯蒂-拉布朗德的OSM定位图

卡斯蒂-拉布朗德的时区为UTC+01:00、UTC+02:00（夏令时）。

## 行政
卡斯蒂-拉布朗德的邮政编码为31430，INSEE市镇编码为31122。

## 政治
卡斯蒂-拉布朗德所属的省级选区为卡泽尔县。

## 人口

1962-2008年间卡斯蒂-拉布朗德人口变化图示

卡斯蒂-拉布朗德于2022年1月1日时的人口数量为95人。